# Équipe de Tunisie de football en 1958
L'équipe de Tunisie de football ne dispute en 1958 que quatre rencontres internationales dont trois contre l'équipe du FLN qui défend alors les couleurs de l'Algérie. Elle perd ces trois matchs par des scores lourds, encaissant 18 buts dont six de Rachid Mekhloufi et cinq de Abdelhamid Kermali.

## Matchs
| Date           | Stade          | Adversaire | Score | Comp | Buteurs tunisiens                 |
| 3 mai 1958     | Tunis, Tunisie | FLN        | 1-5   | A    | Bouzid 70e                        |
| 9 mai 1958     | Tunis, Tunisie | Libye      | 4-1   | A    | Diwa 28e 35e, Saâd 51e, Tasco 53e |
| 11 mai 1958    | Tunis, Tunisie | FLN        | 1-5   | A    | Touati 20e                        |
| 3 octobre 1958 | Tunis, Tunisie | FLN        | 0-8   | A    |                                   |